# Plim Plim
Plim Plim (El payaso Plim Plim, un héroe del corazón) est une série télévisée d'animation argentine créée par Smilehood, diffusée par Disney Junior pour toute l'Amérique latine. Son avant-première a eu lieu le 21 septembre 2011, et sa première le 1er octobre. La série animée dispose d'épisodes de 7 minutes et vise à promouvoir des valeurs humaines telles que la solidarité, l'honnêteté, la responsabilité, les leçons de base et le respect de l'environnement.

## Synopsis
Les épisodes racontent les aventures de Plim Plim, un enfant avec les traits d'un clown, héros et magicien. Il accompagne ses amis et leur fait découvrir, à partir d'exemples, les valeurs positives de la vie et les soins de notre planète. "Le petit clown Plim Plim, un héros du cœur" fait une attention particulière à l'essence de chacune des valeurs, analyse les nuances qui les distinguent, et leur pouvoir spécial de parvenir à un enseignement simple, directe et efficace, tout en maintenant un équilibre dynamique entre l'apprentissage et le divertissement.
Plim Plim aide ses amis chaque fois qu'ils doivent faire face à des situations qui ne peuvent pas être résolus à l'école, en les amenant dans un monde magique où ils s'amusent et apprennent à la fois. Le petit clown Plim Plim est un enfant généreux, courageux, enthousiaste. Ses histoires sont racontées sous forme de fables, dont les traits visuels et musicaux génèrent un contenu multi-cibles, comprenant aussi les parents et les enseignants.
Un style musical appelé FunKids, qui contient une fusion de rythmes et de styles différents comme le Funk, la musique de cirque et des Balkans, a été créé à l'occasion de cette série. Pete de fait Alice Solves the Puzzle une  apparition.

## Personnages

### Personnages magiques
- Plim Plim: C'est un enfant de 5 ans, clown, héros et magicien. C'est le seul être humain dans la série qui apparaît comme par magie à partir d'un espace-temps magique. Il est généreux, courageux, enthousiaste et bien intentionné. La phrase qui le caractérise est bien sûr que oui!.
- Wichi Wichiwichi Wi: C'est un petit oiseau, compagnon et messager de Plim Plim. Sa langue est comme son nom, mais sifflé. Il transporte des messages de Plim Plim et appartient au même monde magique. Personne ne sait comment il apparaît ni comment il s'en va. C'est le lien entre Plim Plim et les enfants, et interagit avec eux. Il est parfois un peu maladroit.
- Tuni: C'est le transport magique. Son carburant est la joie. C'est une voiture qui se transforme en avion, en hélicoptère, en bateau, en sous-marin et en machine d'aventures, en fonction de ses défis.

### Autres personnages
- Nesho: C'est un éléphant de 4 ans. Son nom est d'origine orientale. Il est intellectuel, lent, déductif, intelligent, structuré, ordonné, et mémorieux. Son instrument de prédilection est le tuba. La phrase qui le caracterise est Que c'est intéressant...!
- Bam: C'est un ours de 4 ans, doux, tendre, drôle et sensible. Son nom est d'origine latine. Son instrument de prédilection est le tambour. La phrase qui le caracterise est délicieux!
- Acuarella: C'est une lapine de 4 ans qui aime les arts. Elle est joyeuse, imaginative, rêveuse, amoureuse, mais elle est distraite, oublieuse et manque souvent de concentration. Son instrument de prédilection est le xylophone. La phrase qui la caracterise est J'adore!
- Mei-Li: C'est un chaton de 4 ans. Elle est coquette, dynamique, athlétique, vigoureuse, mais aussi anxieuse. Elle fait tout très vite. Son nom est d'origine chinoise et ça veut dire «beau». Son instrument de prédilection est le keytar. La phrase qui la caracterise est Ouiii! Yaahh! Yaahh! Yaahh!
- Hoggie: C'est un cochon, de 4 ans qui aime à contredire. Il est caractérisé par sa morosité, sa mauvaise humeur et son égoïsme. Son nom est d'origine anglo-saxonne et ça veut dire «cochon» en français. Il est athlète et un bon musicien. Son instrument de prédilection est le saxo. La phrase qui le caracterise est moi non plus!
- Arafa: C'est une girafe de 25 ans. Elle est une institutrice aimante, douce, attentionnée et maternelle. C'est le seul adulte dans les histoires. Son nom veut dire «girafe» en swahili (groupe ethnique africain). Elle apporte sa touche de sagesse et de soins maternels. La phrase qui la caracterise est Bonne chance!.
- Sol: Il regarde tout autour de lui, et suit les actions des personnages à travers ses gestes.

## Les créateurs
Guillermo Pino et Claudio Pousada sont les créateurs de cette série. Tous les deux ont acquis une vaste expérience dans la production télévisuelle, la créativité et la conception. Ils ont fondé Smilehood dans le dessein de promouvoir les valeurs humaines et des messages positifs à travers leurs créations.

## Doublage
| Personnage        | Voix de doublage en castillan                           |
| ----------------- | ------------------------------------------------------- |
| Plim Plim         | Natalia Rosminati                                       |
| Nesho             | Natalia Rosminati                                       |
| Bam               | Natalia Pupato                                          |
| Acuarella         | Natalia Pupato                                          |
| Mei Li            | Judith Cabral                                           |
| Hoggie            | Valeria Gómez                                           |
| Arafa             | Lucila Gómez                                            |
| Directeur         | Claudio Pousada, Emilio A. Villarino et Mauricio Zubiri |
| Directeur adjoint | Tian Brass                                              |
| Producteur        | Emilio A. Villarino                                     |

Chansons en castillan
| Fonction          | Nom et prénom       |
| ----------------- | ------------------- |
| Chanteur          | Juan Manuel Pousada |
| Chanteur          | Fermín Pousada      |
| Chanteur          | Pedro Pousada       |
| Chanteur          | Marie Claire Lima   |
| Chanteur          | Lucía Bugallo       |
| Chanteur          | María Emilia Ferri  |
| Chanteur          | Irene Guiser        |
| Directeur         | Claudio Pousada     |
| Directeur         | Hugo Figueras       |
| Directeur adjoint | Irene Guiser        |
| Directeur adjoint | Inés O’Reilly       |